# Georgios Kedrenos
Georgios Kedrenos (în greacă Γεώργιος Κεδρηνός, în latină Georgius Cedrenus; fl. secolul al XI-lea) a fost un cronicar bizantin. Amănunte despre viața lui nu se cunosc. Se presupune că a fost călugăr.
A scris o (scurtă) cronică a lumii, intitulată Istoria sinoptică. Tratează perioada de la „facerea lumii” până în anul 1057, când a început dommnia împăratului Isaac I Comnenul. Valoarea cronicii lui Kedrenos se evidențiază prin preluarea critică a izvoarelor istorice bizantine, din care s-a inspirat.
Kedrenos dă informații deosebit de importante privind conviețuirea populației străromâne cu slavii și protobulgarii (în epoca primului țarat bulgar), precum și despre huni, avari, pecenegi și alte populații turcice. Cartea lui Kedrenos se numără printre puținele izvoare scrise referitoare la hazari după anul 969 (de ex. despre hanul hazar Gheorghe Țul (Tzul), cu reședința la Kerci).  Kedrenos a scris despre campania lui Tzimiskes la Dunare si despre autohtonii de la Nord de Dunăre: "au venit la dânsul (în fața împăratului) din Constanția și din alte fortărețe ridicate dincolo de Istru, soli care cereau iertare pentru faptele rele săvârșite, predându-se împreună cu acele fortărețe; primindu-i cu blândețe, împăratul a trimis oameni să preia cetățile și oaste îndestulătoare pentru paza lor."
S-a folosit de operele mai multor istorici anteriori, preluând chiar pasaje cuvânt cu cuvânt. Pentru perioada de până în 811, Kedrenos s-a folosit de izvorul istoric Pseudo-Symeon, o compilație anonimă păstrată în cadrul Codex-ului Parisinus. S-a folosit de asemeni de Chronicon paschale (sau Chronicon alexandrinum ori Chronicon constantinopolitanum), Theophanes Confessor, Symeon Logothetes, precum și Sozomenos, Procopiu din Cezareea, Ioan de Antiohia (Ioannes Antiocheus), Theofilact din Simocatta. Pentru perioada de după 811 s-a folosit îndeosebi de opera lui Ioannes Skylitzes, din care a citat în mare parte ad-litteram.
Lucrarea lui Kedrenos a servit de model unor istorici ulteriori, mai ales lui Mihail Glykas, Ioan Zonaras și Theodor Skutariotes.